# باربرا روسي (اقتصادية)
باربرا روسي (بالإيطالية: Barbara Rossi)‏ هي اقتصادية إيطالية، ولدت في 29 نوفمبر 1971.